# Ulla Jacobsson

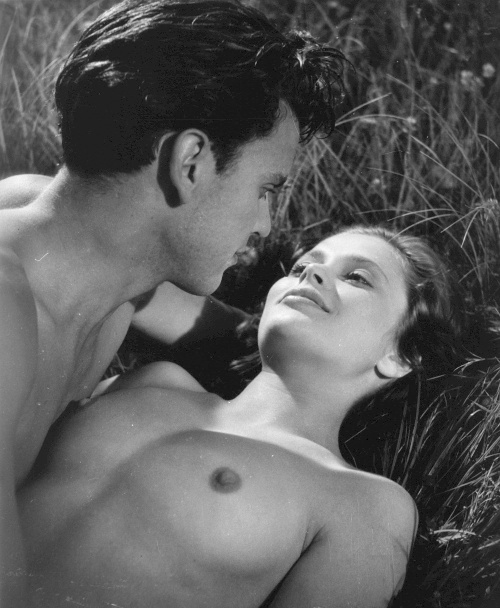
Folke Sundquist och Ulla Jacobsson i Arne Mattssons Hon dansade en sommar från 1951.

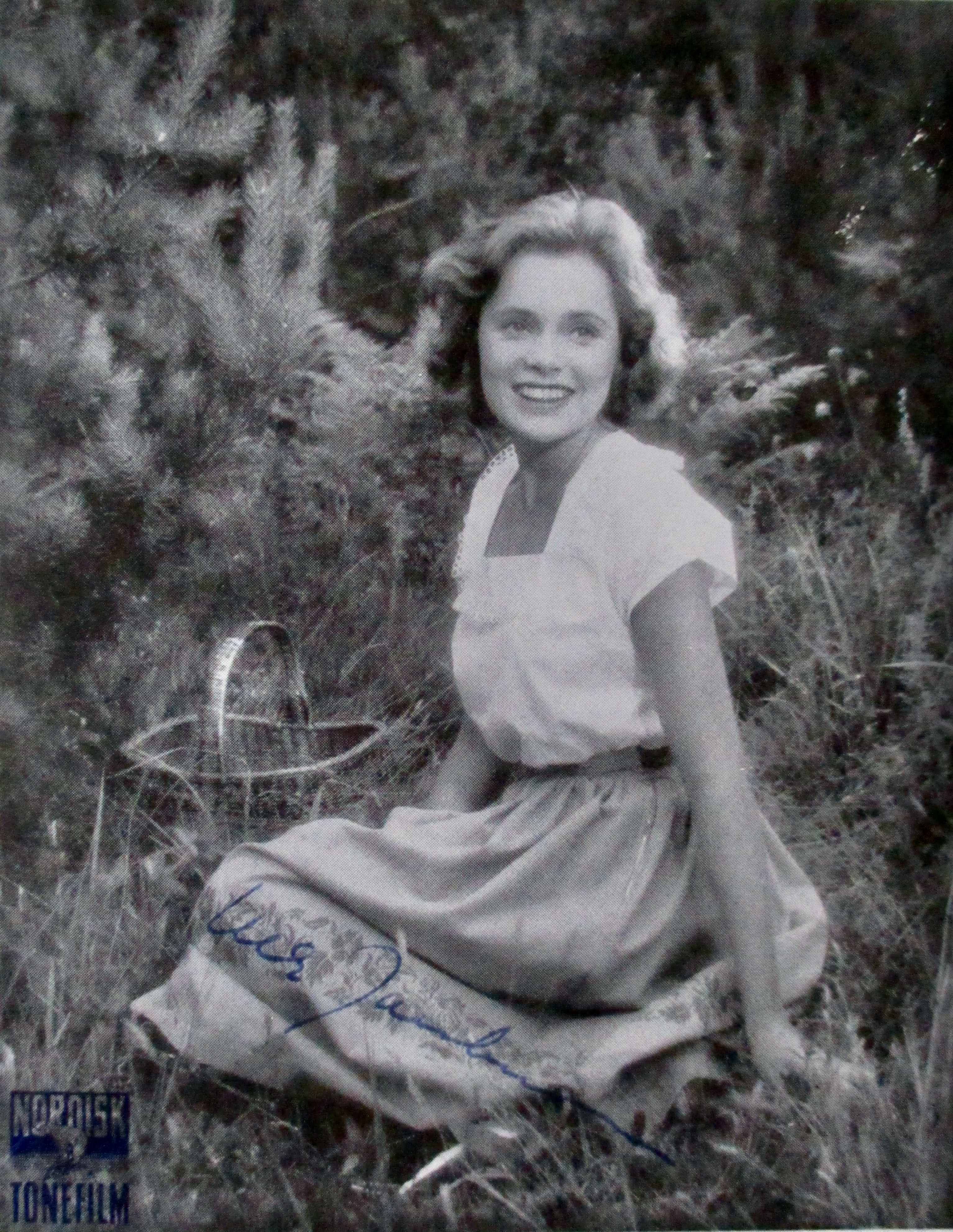
Ulla Jacobsson, signerat foto från 1950-talet, Nordisk Tonefilm.

Ulla Maj Jacobsson, född 23 maj 1929 i Mölndal, död 20 augusti 1982 i Wien i Österrike, var en svensk skådespelare.

## Biografi
Ulla Jacobsson arbetade på kontor innan hon 1948 blev antagen till Göteborgs Stadsteaters elevskola. År 1950 blev hon premiärelev vid samma teater och var fast engagerad där från 1951 till mitten av 1950-talet. Särskilt uppmärksammad blev hon för sin medverkan i pjäsen Det lyser i kåken 1950. Hon filmdebuterade 1951 i en mindre roll i filmen Bärande hav innan hon samma år fick sitt stora genombrott i Hon dansade en sommar. Filmen blev mycket populär både i Sverige och utomlands. Hon fortsatte att delta i svenska filmer fram till 1957, däribland Karin Månsdotter (1954), Herr Arnes penningar (1954) och Sommarnattens leende (1955), innan hon 1957 flyttade till Wien för att spela teater. Hon kom därefter att medverka mestadels i tyska, franska och engelska filmer, men gjorde då och då gästspel i hemlandet med film, TV och teater.
Hon fick fortsatt större roller under 1960-talet. I Zulu spelade hon Margareta Witt mot bland andra Michael Caine och Jack Hawkins. En annan stor roll är den i Hjältarna från Telemarken (1965), där hon spelade mot bland andra Kirk Douglas och Richard Harris. Hon gjorde sin sista roll 1979 i TV-serien Das Ding.
Jacobsson nominerades 1954 till Bambipriset i kategorin bästa internationella skådespelare och 1955 vann hon samma pris i samma kategori. År 1957 nominerades hon till pris för bästa huvudrollsinnehavare vid Deutscher Filmpreis, och 1967 vann hon pris vid samma gala i kategorin bästa biroll för sin medverkan i Alle Jahre wieder.
Sedan 2018 är platsen framför stadsbiblioteket i födelsestaden Mölndal uppkallad efter Ulla Jacobsson.

### Familj
Ulla Jacobsson var dotter till Gunnar Jacobsson och hans fru Sigrid.
Jacobsson var gift tre gånger och fick två barn, en dotter som hon fick med Josef Kornfeld och en son som hon fick med Frank Lodeizen. I sitt tredje äktenskap var hon gift med den österrikiske etnologen och professorn Hans Winnfried Rohsmann (1918–2002).
Ulla Jacobsson avled 1982 i skelettcancer. Hon är begravd på kyrkogården Zentralfriedhof Wien tillsammans med Hans Winnfried Rohsmann.

## Filmografi
- 1951 – Bärande hav
- 1951 – Hon dansade en sommar
- 1953 – All jordens fröjd
- 1954 – Karin Månsdotter
- 1954 – Herr Arnes penningar
- 1955 – Sommarnattens leende
- 1955 – Den heliga lögnen
- 1956 – Sången om den eldröda blomman
- 1957 – Brott och straff
- 1958 – Körkarlen
- 1958 – Unruhige Nacht
- 1959 – Det kom två män
- 1959 – En skandalös historia
- 1960 – Im Namen einer Mutter
- 1961 – Naked City (TV-serie)
- 1961 – Riviera-Story
- 1962 – Una domenica d'estate
- 1962 – Donadieu
- 1963 – Ben Casey (TV-serie)
- 1963 – Hertigen och Mr Pimm
- 1963 – The Virginian (TV-serie)
- 1964 – Kraft Suspense Theatre (TV-serie)
- 1964 – Pappa Sandrew
- 1964 – Zulu
- 1965 – Nattmara
- 1965 – Hjältarna från Telemarken
- 1967 – Alle Jahre wieder
- 1968 – Adolphe, ou l'âge tendre
- 1968 – Bamse
- 1970 – La servante
- 1973 – Ett köpmanshus i skärgården (TV-serie)
- 1973 – Hallo - Hotel Sacher... Portier! (TV-serie)
- 1974 – Tatort (TV-serie)
- 1975 – Frihetens nävrätt
- 1978 – Liebling, ich bin da
- 1979 – Das Ding (TV-serie)

## Teater

### Roller (ej komplett)
| År   | Roll                      | Produktion                                | Regi             | Teater                                  |
| ---- | ------------------------- | ----------------------------------------- | ---------------- | --------------------------------------- |
| 1949 |                           | Det gamla spelet om Envar (Elckerlijc)    | Josef Halfen     | Fästningsspelen i Varberg               |
| 1950 |                           | Jag älskar dig, markatta Noël Coward      | Ernst Eklund     | Lisebergsteatern                        |
| 1950 | Helgonflickan             | Guds ord på landet Ramón del Valle-Inclán | Ingmar Bergman   | Göteborgs stadsteater                   |
| 1950 | Rebecka, Andersens dotter | Kärlek Kaj Munk                           | Torsten Hammarén | Göteborgs stadsteater, 24 november 1950 |
| 1951 |                           | Den kaukasiska kritcirkeln Bertolt Brecht | Bengt Ekerot     | Göteborgs stadsteater                   |
| 1952 | Puck                      | En midsommarnattsdröm William Shakespeare | Knut Ström       | Göteborgs stadsteater, 8 februari 1952  |
| 1952 | Isabelle                  | Dans under stjärnorna Jean Anouilh        | Helge Wahlgren   | Göteborgs stadsteater                   |